# Соймоново (Московская область)
Соймоново — деревня в Серпуховском районе Московской области. Входит в состав Данковского сельского поселения (до 29 ноября 2006 года входила в состав Туровского сельского округа).
Расположена примерно в 15 км (по шоссе) на северо-восток от Серпухова, на реке Елинке (правый приток Лопасни), высота центра деревни над уровнем моря — 168 м.

## История
Деревня Соймоново  на реке Елинке с конца 17 века была вотчиной боярского рода Соймоновых. Выходец из этого рода Фёдор Иванович Соймонов выдвинулся в царствование Петра Первого, стал губернатором Сибири в царствование Елизаветы Петровны, прославлен как навигатор и «первый русский гидрограф», а последним владельцем села из рода Соймоновых был Михаил Фёдорович — видный организатор горного дела в России.

## Население
| 2002 | 2006 | 2010 |
| ---- | ---- | ---- |
| 0    | ↗1   | ↘0   |